# Hakuyu Taizan Maezumi
Hakuyū Taizan Maezumi (24 de fevereiro de 1931 - 15 de maio de 1995) foi um Zen rōshi japonês.

## Biografia
Maezumi nasceu em 24 de fevereiro de 1931 de Yoshiko Kuroda-Maezumi e Baian Hakujun Kuroda, proeminente monge Soto Zen, no templo de seu pai em Otawara, Província de Tochigi, Japão. Em seus últimos anos ele decidiu adotar o último nome de sua mãe, Maezumi. Foi ordenado monge na linhagem Soto aos onze anos e começou a estudar o Zen durante o ensino médio com um instrutor Rinzai leigo chamado Koryu Osaka. Enquanto ainda estudava com Koryu, frequentou a Universidade de Komazawa, Universidade da Soto Zen, se graduando em Literatura Asiática/Literatura e Filosofia Oriental. Depois da universidade ele treinou no Daihonzan Sojiji, Yokohama e então recebeu o Shiho (transmissão completa do Dharma) de seu pai em 1955. Em 1956 ele foi enviado aos EUA para servir como monge na Zenshuji Soto Mission [Missão Soto Zenshuji] em Little Tokyo, um bairro nipo-estadunidense em Los Angeles, Califórnia. Lá trabalhava meio período em uma fábrica.
A Zenshuji Soto Mission era uma congregação nipo-estadunidense que dava pouca ênfase ao zazen. Maezumi começou a sentar em zazen ocasionalmente com Nyogen Senzaki, no bairro vizinho Boyle Heights por dois anos. Em 1959 Maezumi teve aulas de inglês no Universidade Estadual de São Francisco, ano em que encontrou Shunryu Suzuki pela primeira vez, passando a visitá-lo ocasionalmente em seu templo, o Sokoji, para cerimônias. No início dos anos 1960, Maezumi decidiu adotar a prática do zazen no Zenshuji para discípulos ocidentais, o que por fim levou à criação do Centro Zen de Los Angeles em 1967. Naquele mesmo ano ele se casou com sua primeira esposa, Charlene (eles se divorciaram em 1971). Também em 1967, Maezumi começou a estudar com Hakuun Yasutani, completando com ele seus estudos de koans e recebendo a transmissão do Dharma em 1970. Ele também recebeu a transmissão de Koryu Osaka em 1973, o que fez dele detentor das linhagens Soto, Rinzai e Harada-Yasutani.
Em 1975 Maezumi se casou com sua segunda esposa, Martha Ekyo Maezumi. Eles tiveram três filhos (sua filha Kyrie Maezumi é atriz). Em 1976, Maezumi fundou o Insituto Kuroda para o Estudo do Budismo e Valores Humanos, instituto sem fins lucrativos que promove o estudo acadêmico acerca de temas budistas. A White Plum Asanga também foi fundada durante este período. O seu discípulo mais velho, Tetsugen Bernard Glassman criou a Zen Community de Nova Iorque em 1979, com a bênção e o encorajamento de Maezumi. Outro discípulo, John Daido Loori, adquiriu terras nas Montanhas Catskill em Nova Iorque e fundou com Maezumi o Zen Mountain Monastery (ZMM) em 1980; Loori foi nomeado o abade de ZMM em 1989. No ano seguinte Maezumi fundou um retiro de verão para o ZCLA chamado Yokoji Zen Mountain Center, hoje um centro de treinamento Zen residencial e não-residencial que funciona o ano todo. Em 1984, outro discípulo, Dennis Genpo Merzel, deixou o ZCLA para fundar a Kanzeon Sangha, uma rede internacional de prática na linhagem Harada-Yasutani. Ordeno a Monja Coen no Zen Center de Los Angeles em 1983.
Maezumi faleceu em 15 de maio de 1995 enquanto estava em visita no Japão com sua família. Pouco antes de morrer ele havia passado o Inka (selo que denota um alto nível de certificação) a Tetsugen Bernard Glassman. Ele fez isso para enfatizar a sua conexão Harada-Yasutani dentro da tradição da transmissão do Dharma da White Plum Asanga, nomeando em seu testamento Glassman como o presidente da organização.

## Estilo de ensino
Devido ao seu treinamento em três linhagens japonesas, Maezumi empregou ambos o koan Rinzai e o shikantazaSoto (uma forma específica de zazen) em seu ensinamento – uma prática que ele aprendeu a apreciar profundamente a partir de seus estudos com Hakuun Yasutani. Ele foi conhecido por ser especialmente rigoroso acerca da postura de seus discípulos enquanto sentavam em zazen – não tendo receio em usar o kyosaku (uma especie de bastão de madeira) para manter vigilantes os seus praticantes. O Padre Robert Kennedy lembra, “Maezumi Roshi era tão inflexível em sua insistência para que sentássemos corretamente, que ele nos advertia a absolutamente não nos sentarmos se não estivéssemos atentos à forma.” Maezumi usava um vasto conjunto de koans de fontes como Blue Cliff Record, Gateless Gate, The Transmission of Light e Book of Equanimity. Segundo o autor e Sucessor no Dharma Gerry Shishin Wick, Maezumi também gostava muito de uma frase em particular que ele usava com frequência: “aprecie sua vida”. Este também é o título de uma compilação de ensinamentos de Maezumi publicada pela Shambala Publications. Nele, Maezumi diz, “Eu vos encorajo. Por favor, desfrutem desta maravilhosa vida juntos. Apreciem o mundo exatamente como ele é! Não há nada além. Aprecie genuinamente a sua vida como sendo o tesouro mais precioso e cuide bem dela.”

## Crítica
Maezumi admitiu publicamente ser alcoólatra em 1983, ano em que foi internado na Betty Ford Clinic para tratamento. Isso coincidiu com revelações de que havia mantido relações sexuais com algumas de suas seguidoras do Centro Zen de Los Angeles, embora fosse casado com Martha Ekyo Maezumi. (Maezumi começou a beber álcool na adolescência e a fumar cigarros e beber cerveja com os soldados estadunidenses durante a Segunda Guerra Mundial.) Perante tudo isso ele prontamente admitiu seus erros e não fez tentativas de justificar seus comportamentos. Essas revelações causaram muita desordem em sua escola e, como resultado, muitos discípulos abandonaram a Sanga. Mas a comunidade continuou e os membros que permaneceram foram forçados a enxergar Maezumi num nível mais humano. Alguns discípulos chegaram até mesmo a ver esse acontecimento como uma ruptura para eles, não mais deludidos pensando que um mestre poderia estar acima da imperfeição. Jan Chozen Bays disse sobre o alcoolismo de Maezumi, “De modo sutil nós encorajamos o seu alcoolismo. Nós pensávamos que isso era um comportamento iluminado, que quando ele bebia, elementos do Roshi que nunca haviam sido vistos, se exteriorizavam. Ele se tornava honesto de modo lancinante. As pessoas iam deliberadamente – e todos faziam isso – ver o que ele dizia, fazia e como ele te prensava contra a parede quando estava bêbado.” Ambos Bays e Tetsugen Bernard Glassman haviam decidido separar os caminhos e fundar suas próprias sangas na época dessas revelações. Ao lembrar-se de Maezumi, o autor David Chadwick disse, “Lembrando dos tempos em que estive com ele, assistindo suas cerimônias, e das coisas que ouvi sobre ele, eu diria que ele tinha um interessante mix de humildade e arrogância. Para mim principalmente, à distância, ele parecia arrogante, mas, de perto, ele estava bem ali comigo, não se impondo em nada.”

## Legado
Maezumi Roshi deixou um forte legado, nomeando doze Sucessores no Dharma, ordenando sessenta e oito monges e administrando os preceitos budistas a mais de quinhentas pessoas. O autor James Ishmael Ford diz, “Sua influência na forma do Zen ocidental é incalculável.” Jan Chozen Bays diz, “Para mim, o gênio de Maezumi está em sua habilidade para ver a natureza-buda e também no seu potencial de ensinar tipos muito diferentes de pessoas. Há alguns mestres Zen que não têm sucessores ou talvez um ou dois. Maezumi era mais do estilo tibetano: espalhe amplamente as sementes; algumas vão brotar, outras não. Por muitas gerações nós não saberemos quais dos seus sucessores estabeleceram linhagens que vão continuar.”
Maezumi Roshi concedeu a transmissão do Dharma aos seguintes indivíduos:
- Tetsugen Bernard Glassman,
- Dennis Genpo Merzel,
- Charlotte Joko Beck,
- Jan Chozen Bays,
- John Daido Loori,
- Gerry Shishin Wick,
- John Tesshin Sanderson,
- Alfred Jitsudo Ancheta,
- Charles Tenshin Fletcher,
- Susan Myoyu Andersen,
- Nicolee Jikyo McMahon,
- William Nyogen Yeo.